# Coupe de la Ligue polonaise de football 1999-2000
La Coupe de la Ligue polonaise de football 1999-2000 (Puchar Ligi 1999-2000) est la 2e édition officielle de la Coupe de la Ligue polonaise. C'est le Polonia Varsovie qui a remporté la compétition, devant son rival le Legia Varsovie, sur le score de 2-1.

## Déroulement de la compétition

### Huitièmes de finale
1er et 2 septembre - 4 et 5 septembre 1999
| Équipe 1       | Aller | Total   | Retour | Équipe 2              |
| ŁKS Łódź       | 3 - 0 | 3 - 0   | 0 - 0  | Amica Wronki          |
| Dyskobolia     | 1 - 3 | 1 - 7   | 0 - 4  | Górnik Zabrze         |
| Stomil Olsztyn | 2 - 3 | 3 - 3 ¹ | 1 - 0  | Polonia Varsovie      |
| Pogoń Szczecin | 3 - 2 | 5 - 4   | 2 - 2  | Lech Poznań           |
| Ruch Chorzów   | 0 - 0 | 0 - 2   | 0 - 2  | Legia Varsovie        |
| Petro Płock    | 4 - 2 | 6 - 4   | 2 - 2  | Zagłębie Lubin        |
| Wisła Cracovie | 2 - 0 | 3 - 1   | 1 - 1  | Ruch Radzionków       |
| Widzew Łódź    | 0 - 0 | 0 - 1   | 0 - 1  | Odra Wodzisław Śląski |

¹ Victoire grâce à la règle des buts marqués à l'extérieur.

### Quarts de finale
5 et 6 octobre - 8, 9 et 10 octobre 1999
| Équipe 1              | Aller | Total | Retour | Équipe 2       |
| Odra Wodzisław Śląski | 1 - 1 | 4 - 2 | 3 - 1  | Górnik Zabrze  |
| Polonia Varsovie      | 3 - 0 | 5 - 2 | 2 - 2  | Wisła Cracovie |
| Petro Płock           | 0 - 2 | 0 - 3 | 0 - 1  | Pogoń Szczecin |
| ŁKS Łódź              | 1 - 1 | 2 - 3 | 1 - 2  | Legia Varsovie |

### Demi-finale
21 et 22 mars - 4 et 5 avril 2000
| Équipe 1              | Aller | Total | Retour | Équipe 2         |
| Odra Wodzisław Śląski | 0 - 0 | 0 - 4 | 0 - 4  | Polonia Varsovie |
| Legia Varsovie        | 4 - 0 | 5 - 1 | 1 - 1  | Pogoń Szczecin   |

### Finale
| 25 avril 2000 | Legia Varsovie   | 1–2 | Polonia Varsovie            | Stade Wojska Polskiego, Varsovie                    |                                                     |
| 20:00         | Czereszewski 38e |     | Gołaszewski 34e · Boldt 90e | Spectateurs : 9 000 Arbitrage : Andrzej Czyżniewski | Spectateurs : 9 000 Arbitrage : Andrzej Czyżniewski |
| 20:00         | Rapport          |     |                             | Spectateurs : 9 000 Arbitrage : Andrzej Czyżniewski | Spectateurs : 9 000 Arbitrage : Andrzej Czyżniewski |

## Liens

### Internes
- Championnat de Pologne 1999-2000

### Externes
- (pl) La Coupe de la Ligue sur 90minut.pl